# Bäck, Varbergs kommun
Bäck är en bebyggelse i Ås socken i Varbergs kommun, Hallands län. SCB avgränsade här en småort från 2020 till 2023.